# Giraph
Cet article possède des paronymes, voir Girafe et Girafe (homonymie).
Giraph est un projet Apache destiné à réaliser du traitement de graphes sur des volumes importants de données. Giraph utilise l'implémentation de MapReduce réalisée par Apache Hadoop afin de traiter les graphes. Facebook a utilisé Giraph avec quelques améliorations de performances pour analyser 1000 milliard d'arêtes (relations) en 4 minutes et en utilisant 200 machines. Giraph s'appuie sur un article publié par Google au sujet de son propre système de traitement des graphes, appelé Pregel. Il peut être comparé à d'autres bibiliothèques de traitement de grands graphes tels que Cassovary.